# Wehrmachtslokomotive WR 200 B 14
Die Wehrmachtsdiesellokomotiven des Typs WR 200 B 14 entstanden in den späten 1930er Jahren als Rangierlokomotiven für die deutsche Wehrmacht. Die Typenbezeichnung bezeichnet eine Wehrmachtslokomotive für Regelspur mit 200 PS, Achsfolge B (zwei gekuppelte Antriebsachsen) und einer Achslast von etwa 14 Tonnen. Sie waren – wie auch die anderen Diesellokomotiven unter den Kriegslokomotiven – zunächst nicht in den Bestand der Deutschen Reichsbahn aufgenommen worden.

## Geschichte
Insgesamt 129 Lokomotiven wurden zwischen 1938 und 1943 von den Herstellern Berliner Maschinenbau (BMAG), Deutz und Gmeinder sowie  Jung und Deutsche Werke für die Wehrmacht gebaut. Die zwei Achsen wurden über eine zwischen den Achsen angeordnete Blindwelle und Kuppelstangen angetrieben; das Führerhaus befand sich am hinteren Ende der Lokomotive.

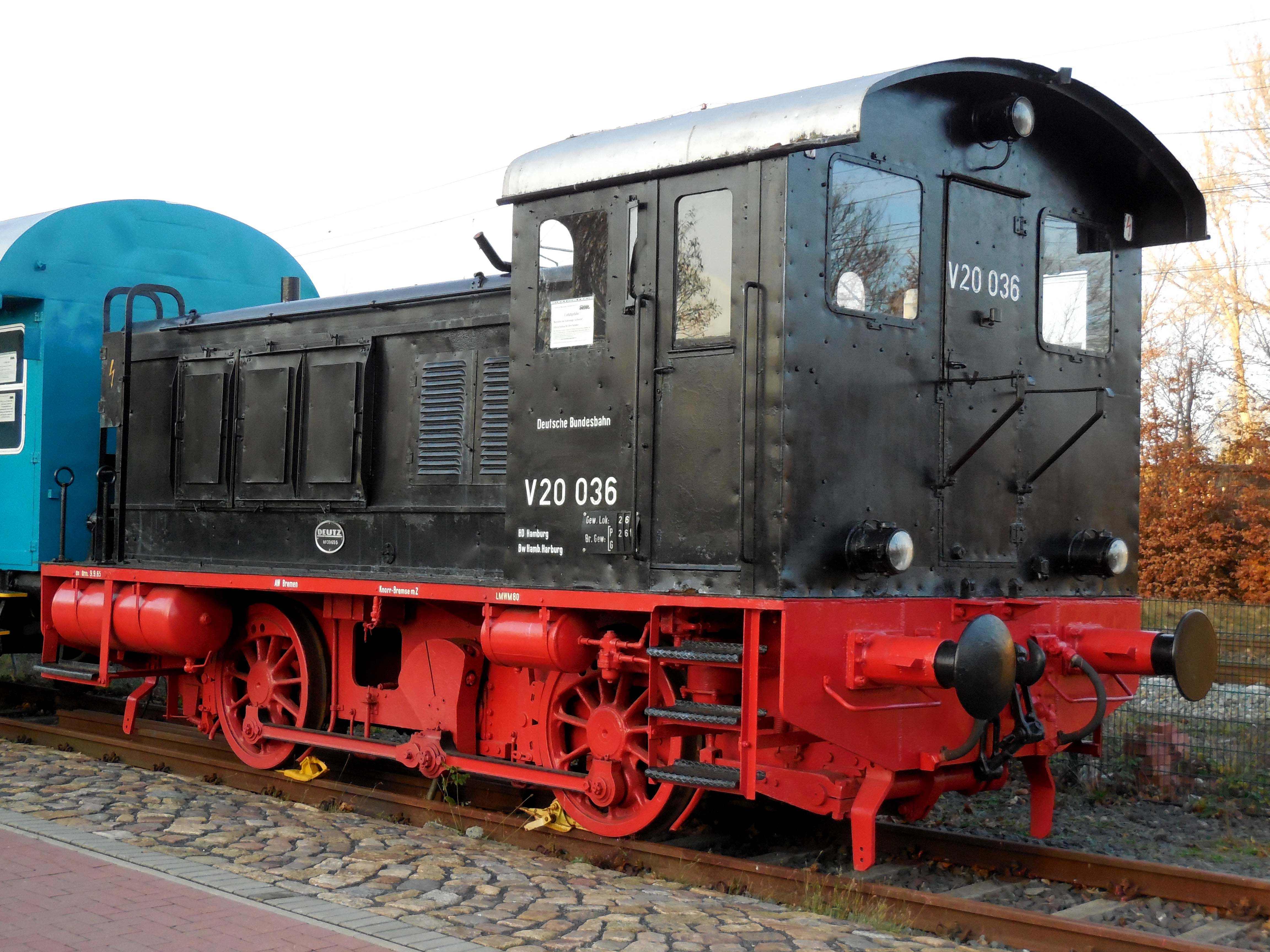
V20 036

Nach dem Zweiten Weltkrieg verblieben 23 Fahrzeuge bei der Deutschen Bundesbahn, die sie als Baureihe V 20 (V 20 001, 002, 005–008, 020–023, 030–041, 050) in ihrem Bestand führte. 1968 erhielten die zwanzig zu diesem Zeitpunkt noch vorhandenen Lokomotiven die Baureihenbezeichnung 270. Im Jahre 1979 wurde mit der 270 035 die letzte Maschine ausgemustert. Ungewöhnlich war der Einsatz von V 20 im Personenzugdienst vor Schienenbus-Beiwagen auf der Bahnstrecke Passau–Freyung.
Auch die Deutsche Reichsbahn hatte vier solcher Maschinen im Einsatz. Bei der notwendigen Instandsetzung erhielten die Lokomotiven neue Motoren – die Leistung blieb bei 200 PS (147 kW). Zum Zeitpunkt des neuen Umzeichnungsplanes 1970 war keine V 20 mehr im Bestand.
In Österreich kam eine Maschine als 2061.01 zu den ÖBB, die sie 1966 für den Betrieb der „Schleppbahn Liesing“ an die STUAG verkauften, wo sie bis 1982 im Einsatz war. Sie ist in Hadersdorf beim Österreichischen Club für Diesellokgeschichte erhalten.
Die Lokomotiven hatten zum Vorheizen der Motoren DOFA-Koksöfen, die bei der DB aber demontiert wurden. Einige Lokomotiven erhielten auch eine Sifa-Einrichtung.
Zwölf Lokomotiven sind erhalten geblieben, die unter WR 200 B 14 eingereiht wurden. Davon stammen neun Loks von Deutz, zwei von der Berliner Maschinenbau und eine von Jung. Einige tragen heute eine Bundesbahnnummer, obwohl sie nachweislich nie in Staatsbahndiensten standen.
Ehemalige DB-Lokomotiven:
- V 20 022 (Jung) Arbeitsgemeinschaft Historische Eisenbahn in Almstedt-Segeste
- V 20 035 (Deutz) Verein Braunschweiger Verkehrsfreunde in Braunschweig
- V 20 036 (Deutz) DB Museum, Leihgabe in Glückstadt
- V 20 039 (Deutz) Verein Verkehrsamateure und Museumsbahn im Bahnbetriebswerk Neumünster

Andere Herkunft:
- V 20 042 Freunde der Marschbahn Glückstadt
- V 20 042 Deutsches Dampflokomotiv-Museum in Neuenmarkt
- V 20 050 Bahnpark Augsburg
- VL 12 (BMAG) Arbeitsgemeinschaft Historische Eisenbahn in Almstedt-Segeste
- 0601 (BMAG) Arbeitsgemeinschaft Verkehrsfreunde Lüneburg
- DL 0602 (Deutz)  Bayerischer Localbahnverein in Bayerisch Eisenstein[4]
- 2061.01 (Deutz) Österreichischer Club für Diesellokgeschichte in St. Aegyd am Neuwalde
- MBS V10.015 (KHD/Deutz) Österreichische Gesellschaft für Eisenbahngeschichte in Ampflwang

### Nachbau der Lokomotiven bei Gmeinder

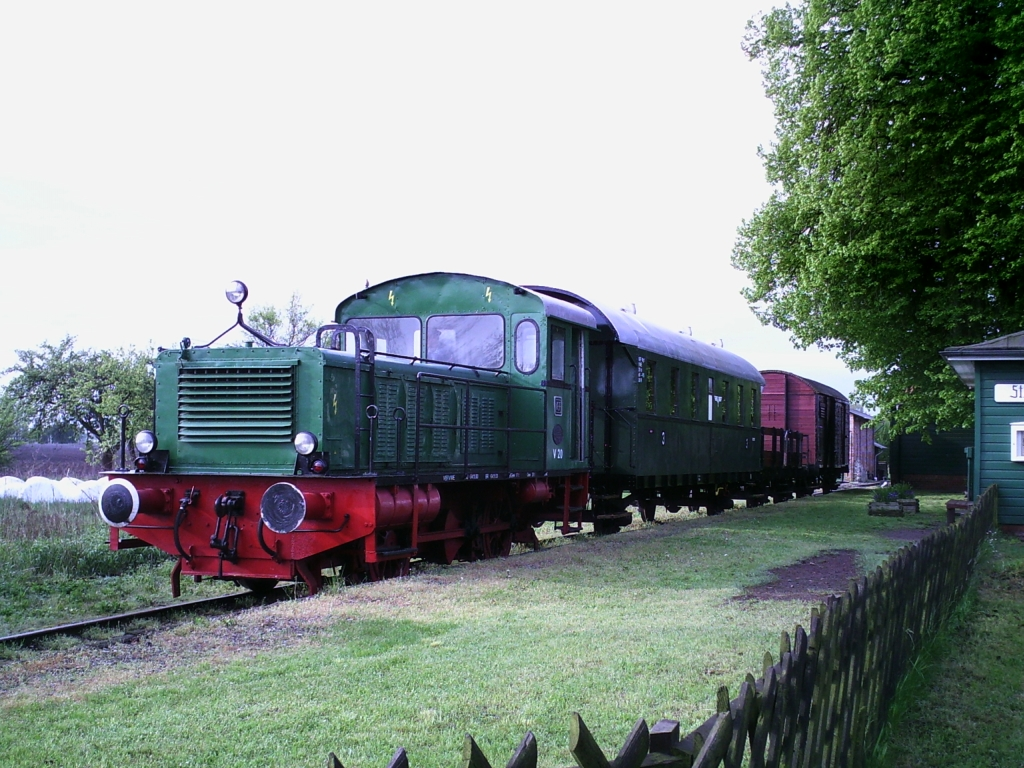
1957 umgebaute Lokomotive WR 200 B 14 von Gmeinder bei den Verdener Eisenbahnfreunden

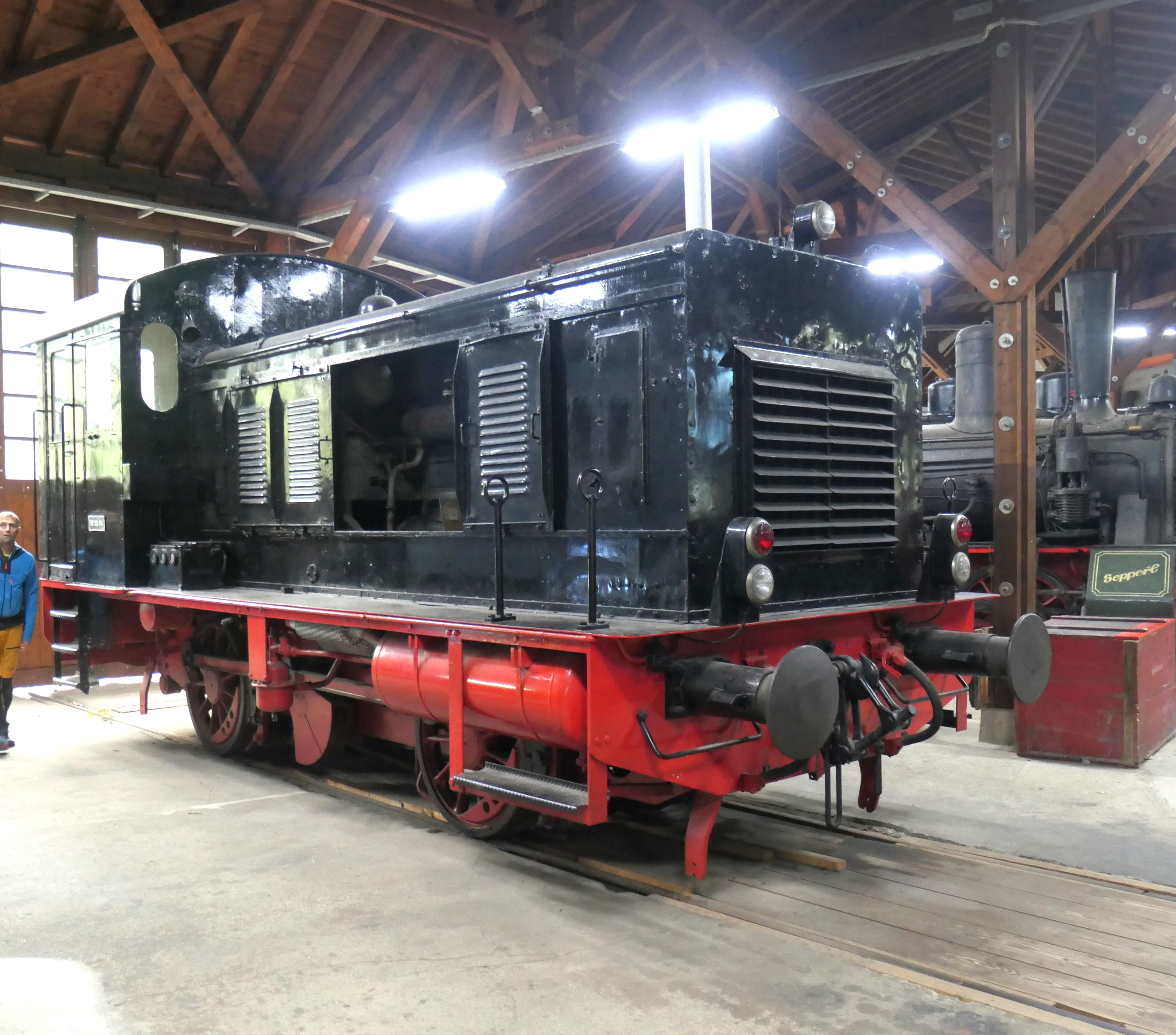
WR 200 B 14 von KHD ausgestellt im Localbahnmuseum Bayerisch Eisenstein als OHE DL00602

Insgesamt wurden neun Lokomotiven der Serie bei Gmeinder in Mosbach gefertigt. Vier davon wurden vor Kriegsende fertiggestellt. 1946 und 1947 wurden weitere fünf Lokomotiven gebaut, die äußerlich gegenüber den Vorkriegsmaschinen keine Änderungen hatten.
Zwei davon sind erhalten geblieben. Eine Lokomotive, die 1947 an Daimler-Benz ausgeliefert wurde, wurde 1967 in die Schweiz verkauft. 2003 kam sie zum Süddeutschen Eisenbahnmuseum Heilbronn zurück und trägt dort die Nummer V 20 101.
Eine weitere Lokomotive, die 1947 an die Ebano Asphalt-Werke in Hamburg geliefert wurde, ist 1956 an die Verden-Walsroder Eisenbahn verkauft worden. Sie erhielt durch das Niedersächsische Landeseisenbahnamt die Bezeichnung 262. Dort erlitt sie  einen Motorschaden. In der Werkstatt der Niederweserbahn in Wulsdorf wurde ihr ein neuer Motor KHD A8M 517 von KHD mit der verminderten Leistung von 180 PS eingebaut. Durch die geringere Bauhöhe des Motors konnte der Motorvorbau in der Höhe gekürzt werden und sie erhielt zwei große Fenster in der Stirnwand. Die Lokomotive war von 1958 bis 1999 bei der Verden-Walsroder Eisenbahn im Dienst und wurde anschließend an die Verdener Eisenbahnfreunde abgegeben.
Nach einem Getriebeschaden wurde sie 2007 abgestellt und ist als Museumslokomotive vorhanden.